# Drymodromia jeanneli
Drymodromia jeanneli är en tvåvingeart som beskrevs av Becker 1914. Drymodromia jeanneli ingår i släktet Drymodromia och familjen dansflugor.
Artens utbredningsområde är Kenya. Inga underarter finns listade i Catalogue of Life.